# San Agustinkerk
San Agustínkerk in Manilla, gebouwd tussen 1587 en 1606, is een van de oudste kerken in de Filipijnen en het enige intact gebleven gebouw tijdens de vernietiging van Intramuros in de Slag om Manilla. De kerk is tweemaal herbouwd. Sindsdien heeft het gebouw zeven grote aardbevingen en oorlog doorstaan. Het kerkgebouw wordt nog steeds onderhouden door de Augustijnen die de kerk bouwden. De San Agustinkerk staat samen met drie andere barokkerken van de Filipijnen op de werelderfgoedlijst van UNESCO.
De San Agustínkerk ligt binnen het ommuurde stadsdeel Intramuros in Manilla. Het was een van de eerste stenen kerken van de Filipijnen gebouwd door de Spanjaarden. In het kerkgebouw bevinden zich ook de overblijfselen Miguel López de Legazpi, Juan de Salcedo en Martín de Goiti, enkele van de Spaanse conquistadores, die de archipel eind 16e eeuw namens Spanje veroverden.
De kerk heeft 14 zijkapellen en een plafond dat met de Trompe-l'oeil techniek bewerkt is.